# Marathon van Fukuoka 1999
De marathon van Fukuoka 1999 werd gelopen op zondag 5 december 1999. Het was de 53e editie van deze Fukuoka. Aan deze wedstrijd mochten alleen mannelijke elitelopers deelnemen.
De Ethiopiër Gezahegne Abera finishte als eerste in 2:07.54.

## Uitslag
| rang   | naam                 | land | tijd    |
| ------ | -------------------- | ---- | ------- |
| Goud   | Gezahegne Abera      | ETH  | 2:07.54 |
| Zilver | Mohamed Ouaadi       | FRA  | 2:07.55 |
| Brons  | Vanderlei de Lima    | BRA  | 2:08.40 |
| 4      | Muneyuki Ojima       | JPN  | 2:09.09 |
| 5      | Yoshiteru Morishita  | JPN  | 2:09.36 |
| 6      | Tomoaki Kunichika    | JPN  | 2:10.10 |
| 7      | Toshiyuki Hayata     | JPN  | 2:10.38 |
| 8      | Takahiro Sunada      | JPN  | 2:11.03 |
| 9      | Seung-Do Baek        | KOR  | 2:11.24 |
| 10     | Daniel Njenga        | KEN  | 2:11.49 |
| 11     | Nobuhiko Chiba       | JPN  | 2:12.14 |
| 12     | Julius Rutto         | KEN  | 2:12.22 |
| 13     | Yasuaki Yamamoto     | JPN  | 2:12.45 |
| 14     | Minoru Kishimoto     | JPN  | 2:12.50 |
| 15     | Takayuki Ishimoto    | JPN  | 2:13.39 |
| 16     | Toshiaki Kurabayashi | JPN  | 2:13.52 |
| 17     | Roderic Dehighden    | AUS  | 2:13.53 |
| 18     | Bruce Deacon         | CAN  | 2:13.55 |
| 19     | Focus Wilbroad       | TAN  | 2:14.12 |
| 20     | Toshio Mano          | JPN  | 2:14.27 |
| 21     | Ryoji Maeda          | JPN  | 2:14.35 |
| 22     | Leszek Beblo         | POL  | 2:14.39 |
| 23     | Katsumi Ikeda        | JPN  | 2:14.46 |
| 24     | Tsuyoshi Ogata       | JPN  | 2:15.22 |
| 25     | Shigekatsu Kondo     | JPN  | 2:15.40 |

1947 ·
1948 ·
1949 ·
1950 ·
1951 ·
1952 ·
1953 ·
1954 ·
1955 ·
1956 ·
1957 ·
1958 ·
1959 ·
1960 ·
1961 ·
1962 ·
1963 ·
1964 ·
1965 ·
1966 ·
1967 ·
1968 ·
1969 ·
1970 ·
1971 ·
1972 ·
1973 ·
1974 ·
1975 ·
1976 ·
1977 ·
1978 ·
1979 ·
1980 ·
1981 ·
1982 ·
1983 ·
1984 ·
1985 ·
1986 ·
1987 ·
1988 ·
1989 ·
1990 ·
1991 ·
1992 ·
1993 ·
1994 ·
1995 ·
1996 ·
1997 ·
1998 ·
1999 ·
2000 ·
2001 ·
2002 ·
2003 ·
2004 ·
2005 ·
2006 ·
2007 ·
2008 ·
2009 ·
2010 ·
2011 ·
2012 ·
2013 ·
2014 ·
2015 ·
2016 ·
2017